# Mariusz Zimmer
Mariusz Józef Zimmer (ur. w 1958) – polski lekarz, prof. doktor habilitowany nauk medycznych, nauczyciel akademicki Uniwersytetu Medycznego im. Piastów Śląskich we Wrocławiu, prezes Polskiego Towarzystwa Ginekologów i Położników w kadencji 2019–2021.

## Życiorys
W 1983 ukończył z wyróżnieniem studia na Wydziale Lekarskim Akademii Medycznej we Wrocławiu. Od 1984 pracuje w macierzystej uczelni, w II Katedrze i Klinice Położnictwa (przemianowanej później na Katedrę i Klinikę Ginekologii i Położnictwa). W 1987 uzyskał pierwszy, w 1990 drugi stopień specjalizacji z zakresu położnictwa i ginekologii. W 1992 obronił w macierzystej uczelni pracę doktorską Badania przepływu pępowinowego, ultrasonograficzną metodą dopplerowską w ciążach powikłanych: wewnątrzmacicznym opóźnieniem wzrostu płodu (IUGR), konfliktem serologicznym w zakresie czynnika Rh, niedokrwistością ciężarnych napisaną pod kierunkiem Janusza Woytonia, stopień doktora habilitowanego uzyskał w 2001 na podstawie dysertacji pt. "Ocena gęstości unaczynienia patologicznych zmian w obrębie mięśnia macicy, za pomocą własnej metodyki z wykorzystaniem ultrasonograficznego systemu power-doppler". Od 2003 pełni funkcję kierownika Kliniki Ginekologii i Położnictwa. W 2005 został profesorem nadzwyczajnym AM we Wrocławiu. W latach 2005–2011 był prorektorem ds. dydaktyki AM.
W latach 2001–2016 był konsultantem wojewódzkim ds. ginekologii i położnictwa województwa dolnośląskiego, w latach 2019–2021 prezesem Polskiego Towarzystwa Ginekologicznego (które zmieniło nazwę na Polskie Towarzystwo Ginekologów i Położników).